# Bisdom Tunsberg

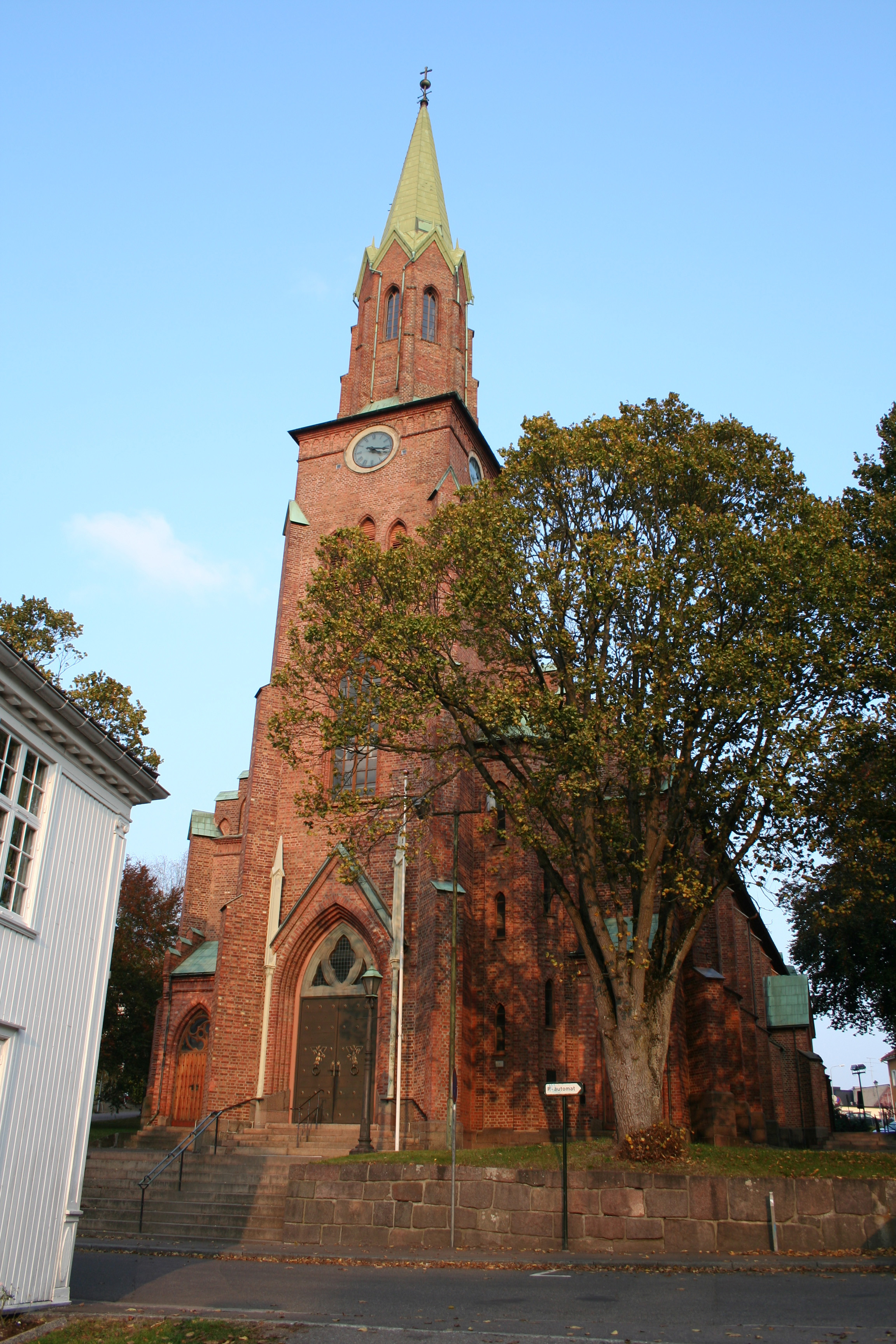
Domkerk van Tønsberg

Het bisdom Tunsberg (Noors:Tunsberg bispedømme) is een bisdom in de Kerk van Noorwegen. Het bisdom werd gesticht in 1948 en is een afsplitsing van het bisdom Oslo. Het grondgebied van het bisdom omvat het gebied van de vroegere fylker Buskerud en Vestfold. Kathedraal van het bisdom is de Domkerk van Tønsberg.
Het bisdom is verdeeld in tien prosti. De bisschopszetel wordt sinds 2018 bezet door Jan Otto Myrseth.